# Peugeot 108
La Peugeot 108 è una autovettura prodotta dal casa automobilistica francese Peugeot dal 2014 al 2021.

## Storia e profilo

### Contesto e debutto
La citycar, che sostituisce il modello Peugeot 107, è stata presentata ufficialmente e in anteprima mondiale al Salone dell'automobile di Ginevra nel marzo del 2014. La Peugeot 108, una hatchback a 5 porte o 3 porte, condivide con i modelli Citroën C1 e Toyota Aygo il pianale, i motori, la trasmissione oltre alla parte elettrica.

### Design
A livello estetico, il nuovo modello porta il nuovo linguaggio stilistico della casa. Il team di designer guidato da Ivo Groen, per la progettazione di questo modello, porta con sé un nuovo frontale molto più caratteristico con la calandra dai contorni cromati e la scritta 'Peugeot' inglobata simile a quella presente sulla berlina 308. Anche i fari alogeni riprendono quanto visto su altri modelli con il caratteristico dente rientrante. La parte bassa invece, presenta due placche ai lati, le quali inglobano i fari fendinebbia e le luci DRL separate da una feritoia. La fiancata è la parte che cambia poco, a causa delle proporzioni molto simili alla precedente 107 anche se troviamo dei particolari differenti come i nuovi cerchi, la linea de finestrini ripresa dalla "sorella maggiore" 208 e la placca di plastica inserita come proseguimento dei finestrini e dei profili cromati. Il posteriore invece è caratterizzato dal portellone posteriore in cristallo, con i fari posteriori alogeni molto più compatti della 107 e dal design a tre artigli caratteristici della casa del leone e infine da un paraurti molto semplice comprendente il tasto di apertura. 

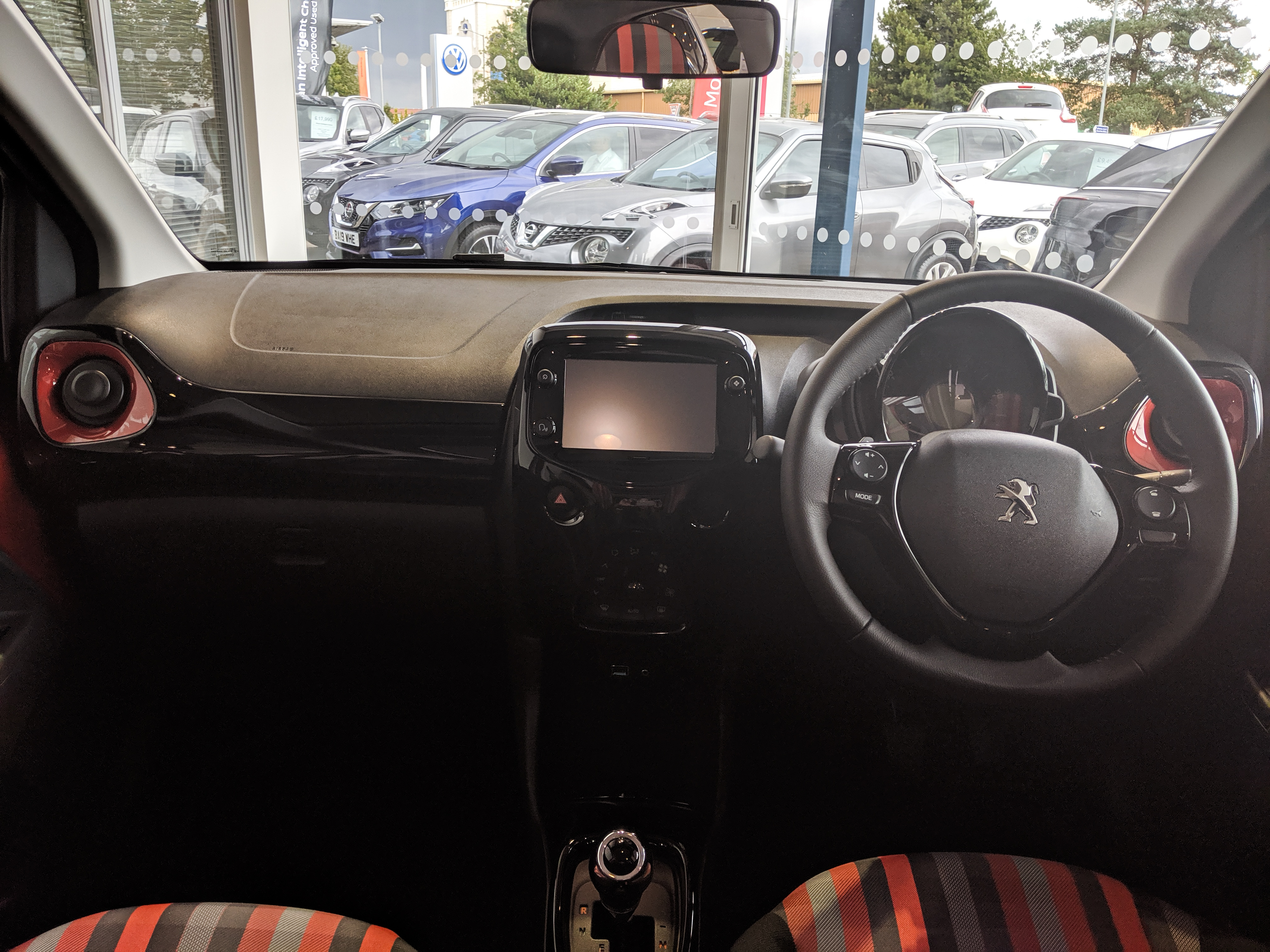
Interni

Questa serie è disponibile sia in variante "tradizionale" ovvero con il tetto in metallo sia con in variante decappottabile (disponibile partendo dagli allestimenti medi) la quale viene dotata di un tetto in tela disponibile in cinque colori (grigio, nero, red purple, Jeans e verde). Inoltre erano disponibili colori pastello e metallizzati con un'ampia possibilità di personalizzazione (optional) che potevano andare dal colore delle calotte degli specchietti e tetto a contrasto a decalcomanie che attraversavano in lunghezza la vettura.
L'interno, viene rivisto completamente lasciando da parte l'austerità della 107. Vengono rivisti i sedili, i quali hanno una forma più avvolgente, la plancia completamente nuova nel disegno, con la console centrale che incorpora il sistema multimediale e nella parte bassa i pulsanti o le manopole per il sistema di aerazione. Nella parte alta, troviamo le spie per le cinture di sicurezza e per gli airbag. Anche la strumentazione viene rivista, mantenendo il tachimetro in posizione centrale e il computer di bordo concentrico ad esso. Viene abbandonato il posizionamento in alto a destra del contagiri analogico in favore di un ben più compatto contagiri elettronico posizionato alla sinistra della strumentazione. Anche il volante è nuovo, uguale per tutti e tre i modelli della famiglia, con comandi al volante (in base all'allestimento) e con comando del cruise control (optional o di serie in base all'allestimento). 
Anche l'interno ha diverse possibilità di personalizzazione. Possono essere la console centrale, la fascia davanti al passeggero, la cornice della bocchetta a sinistra del guidatore e anche la cornice della leva del cambio. Queste personalizzazioni consistono nella possibilità di scegliere la tinta di queste parti con anche il colore della carrozzeria con la scelta di diverse decalcomanie. Anche la trama dei sedili può essere personalizzata.

### Allestimenti
Essendo il modello disponibile con carrozzeria normale e in versione decappottabile, vengono definite due linee di allestimento da 3 allestimenti ciascuno caratterizzate dal nome tradizionale per la versione normale e con l'acronimo "TOP!" per le versione decappottabile.

### Meccanica
La meccanica profondamente rivista della 107 è in comune con la Toyota Aygo e la Citroen C1. Per le sospensioni viene usato uno schema molto semplice ovvero un MacPherson all'anteriore e un ponte torcente al posteriore. I motori al lancio sono 2 ovvero i 1.0 VTi da 68 CV di origine Toyota e il 1.2 Puretech da 82 cavalli di origine PSA, disponibili con due tipi di cambio ovvero un manuale a 5 rapporti ed un elettro-attuato sempre a 5 rapporti ETG.

### Aggiornamenti
La 108 non viene mai sottoposta ad un vero e proprio restyling, ma durante il periodo in cui veniva venduta, avvennero tanti piccoli aggiornamenti sia estetici che di equipaggiamento. Anche meccanicamente viene rivisto qualcosa con l'abbandono del 1.0 in versione da 68 CV in favore di una nuova versione da 72 CV, come anche l'abbandono totale del 1.2 PureTech da 82 CV. Come detto in precedenza, anche l'equipaggiamento viene rivisto con l'aggiunta di nuovi allestimenti che andavo a variare lo stile dell'auto per le versioni normali Style, Collection e GT-Line mentre per le versioni decappottabili si ha lo Style TOP! e il Collection TOP!. Nel 2019 non venne più resa disponibile se non in pronta-consegna la variante a 5 porte ma venne resa disponibile una versione per neopatentati senza particolari variazioni rispetto alla variante "tradizionale".

### Fine produzione
Nel 2021, viene reso noto da parte di PSA e Toyota la volontà di terminare la produzione di 108, C1 e Aygo con lo stabilimento in cui venivano prodotte rilevato da Toyota Motor Manufacturing Czech Republic all'inizio del 2021. Il modello, pur conclusa la produzione, rimase ancora disponibile come pronta-consegna fino all'inizio del 2022 con la sola motorizzazione da 72 CV e il cambio manuale a 5 rapporti. Vennero ridotti gli equipaggiamenti e le versioni (ora divenute 2 ovvero "Active" e "Allure") e non furono più disponibili ne il cambio robotizzato ne la variante decappottabile.

## Riepilogo caratteristiche
La vettura è stata proposta con le seguenti motorizzazioni:
| Modello                   | Produzione             | Motore             | Cilindrata (cm³) | Potenza massima (CV/rpm) | Coppia Massima (Nm/rpm) | Trasmissione                 | Velocità max (Km/h) | 0–100 km/h (secondi) | Consumo medio (litri/100 km) |
| 1.0 VTi 68 3/5 Porte      | dal 07/2014 al 03/2018 | Benzina 3 cilindri | 998              | 51 kW (69 CV)            | 95 Nm a 4300            | Manuale a 5 rapporti         | 160 km/h            | 14,3                 | 4.1 l                        |
| 1.0 VTi 68 ETG5 3/5 Porte | dal 07/2014 al 03/2018 | Benzina 3 cilindri | 998              | 51 kW (69 CV)            | 95 Nm a 4300            | Elettro-attuato a 5 rapporti | 157 km/h            | 15.9                 | 4.2 l                        |
| 1.0 VTi 72                | dal 03/2018 al 02/2022 | Benzina 3 cilindri | 998              | 53 kW (72 CV)            | 93 Nm a 4400            | Manuale a 5 rapporti         | 157 km/h            | 12,6                 | 4,1 l                        |
| 1.0 VTi 72 ETG5           | dal 03/2018 al 02/2022 | Benzina 3 cilindri | 998              | 53 kW (72 CV)            | 93 Nm a 4400            | Elettro-attuato a 5 rapporti | 160 km/h            | 15.7                 | 4.2 l                        |
| 1.0 VTi Neopatentati S&S  | dal 03/2018 al 02/2022 | Benzina 3 cilindri | 998              | 53 kW (72 CV)            | 93 Nm a 4400            | Manuale a 5 rapporti         | 160 km/h            | 12.6                 | 3.9 l                        |
| 1.2 Puretech 82 3/5 Porte | dal 07/2014 al 02/2018 | Benzina 3 cilindri | 1199             | 60 kW (82 CV)            | 118 Nm a 2750           | Manuale a 5 rapporti         | 170 km/h            | 10.9                 | 4,3 l                        |